# Emporium (Pennsylvania)
Emporium település az Amerikai Egyesült Államok Pennsylvania államában, Cameron megyében, melynek megyeszékhelye is. Lakosainak száma 1923 fő (2020. április 1.).

## Népesség
A település népességének változása:

| 2010 | 2 073 |
| 2020 | 1 923 |